# Ojo de Agua, Luvianos
Ojo de Agua är ett samhälle i kommunen Luvianos i delstaten Mexiko i Mexiko. Ojo de Agua hade 55 invånare vid folkräkningen år 2020, betydligt färre än de 107 invånare samhället hade år 2010.